# Ludwig Bussler
Ludwig Bussler (auch Ludwig Bußler, * 26. November 1838 in Berlin; † 18. Januar 1900 oder 28. Januar 1900 ebenda) war ein deutscher Musiktheoretiker und Musikwissenschaftler.

## Leben und Werk
Seine musikalische Ausbildung erhielt Ludwig Bussler bei Eduard Grell, Siegfried Dehn (Theorie) sowie Wilhelm Wieprecht (Instrumentation). 1865 wurde Bussler Musiktheorielehrer an der Musikschule von Ganz (später Schwantzersche Musikschule) in Berlin. Er war dann um 1869 eine Weile als Dirigent und Theaterkapellmeister in der Stadt Memel tätig. Ab 1874 unterrichtete er am Mohrschen Konservatorium in Berlin. 1877 ging er an die Schwantzersche Musikschule zurück. Ab 1879 erteilte er daneben den theoretischen Unterricht am Stern’schen Konservatorium. Ab 1883 war Bußler Mitreferent für Musik an der Nationalzeitung. Zu Busslers Schülern zählten u. a. Heinrich G. Noren und Bruno Walter.
Bussler verfasste mehrere musikpädagogische und -theoretische Schriften, die bis in die Mitte des zwanzigsten Jahrhunderts u. a. durch Hugo Leichtentritt zahlreiche Nachauflagen erlebten. Durch Übersetzungen ins Englische (John Henry Cornell, Theory and Practice of Musical Form) und Russische (Sergei Iwanowitsch Tanejew, Ucheniye o kanone, Moskau 1929) fanden Busslers theoretische Werke auch über Deutschland hinaus Verbreitung.

## Schriften
- Musikalische Elementarlehre mit achtundfünfzig Aufgaben für den Unterricht an öffentlichen Lehranstalten und den Selbstunterricht. Berlin 1867
- Praktische Harmonielehre. Berlin 1876
- Der strenge Satz. Berlin 1877
- Musikalische Formenlehre. Berlin 1878
- Contrapunct und Fuge im freien (modernen) Tonsatz. Berlin 1878
- Instrumentation und Orchestersatz. Berlin 1879
- Praktische Musikalische Compositionslehre in Aufgaben. Bd. I-III, Berlin 1878–1880
- Partiturstudium (Modulationslehre). Berlin 1882

## Anmerkung
1. ↑  Dieses Sterbedatum nennen u. a. New Grove, Baker’s Biographical, BNF und LCCN. Vereinzelt findet sich auch der 28. Januar 1900.